# Seixal (Lourinhã)
Seixal é uma aldeia da freguesia de Lourinhã.